# Manabu Saitō
Manabu Saitō (齋藤 学 Saitō Manabu?, Saiwai-ku, Kawasaki, Kanagawa, 4 de abril de 1990) es un futbolista japonés que juega como delantero en el Azul Claro Numazu de la J3 League de Japón.

## Selección nacional
Ha sido internacional con la selección de fútbol de Japón en 6 ocasiones y ha convertido un gol.

### Participaciones en Copas del Mundo
| Mundial                               | Sede          | Resultado      | Partidos | Goles |
| ------------------------------------- | ------------- | -------------- | -------- | ----- |
| Copa Mundial de Fútbol Sub-17 de 2007 | Corea del Sur | Fase de grupos | 2        | 0     |
| Copa Mundial de Fútbol de 2014        | Brasil        | Fase de grupos | 0        | 0     |

### Participaciones en Juegos Olímpicos
| Olimpiada                        | Sede        | Resultado    | Partidos | Goles |
| -------------------------------- | ----------- | ------------ | -------- | ----- |
| Juegos Olímpicos de Londres 2012 | Reino Unido | Cuarto lugar | 5        | 0     |

### Participaciones en Copas Asiáticas
| Copa                                | Sede     | Resultado | Partidos | Goles |
| ----------------------------------- | -------- | --------- | -------- | ----- |
| Campeonato Sub-17 de la AFC de 2006 | Singapur | Campeón   | ?        | 1     |

## Clubes
| Club                        | País          | Año       |
| --------------------------- | ------------- | --------- |
| Yokohama F. Marinos         | Japón         | 2008-2017 |
| → Ehime FC (cedido)         | Japón         | 2011      |
| Kawasaki Frontale           | Japón         | 2018-2020 |
| Nagoya Grampus              | Japón         | 2021-2022 |
| Suwon Samsung Bluewings     | Corea del Sur | 2022      |
| Newcastle United Jets F. C. | Australia     | 2023      |
| Vegalta Sendai              | Japón         | 2023      |
| Azul Claro Numazu           | Japón         | 2024-     |

## Palmarés

### Campeonatos nacionales
| Título             | Club                | País  | Año  |
| ------------------ | ------------------- | ----- | ---- |
| Copa del Emperador | Yokohama F. Marinos | Japón | 2013 |
| J1 League          | Kawasaki Frontale   | Japón | 2018 |
| Supercopa de Japón | Kawasaki Frontale   | Japón | 2019 |
| Copa J. League     | Kawasaki Frontale   | Japón | 2019 |
| J1 League          | Kawasaki Frontale   | Japón | 2020 |
| Copa del Emperador | Kawasaki Frontale   | Japón | 2020 |
| Copa J. League     | Nagoya Grampus      | Japón | 2021 |

### Campeonatos internacionales
| Título                      | Selección    | Sede          | Año  |
| --------------------------- | ------------ | ------------- | ---- |
| Campeonato Sub-17 de la AFC | Japón sub-17 | Singapur      | 2006 |
| Campeonato EAFF E-1         | Japón        | Corea del Sur | 2013 |

### Distinciones individuales
| Distinción                           | Año  |
| ------------------------------------ | ---- |
| Parte del once ideal de la J. League | 2016 |